# Émile Grouard
Émile Jean-Baptiste Marie Grouard O.M.I., "um dos clérigos mais influentes do norte de Alberta", foi Vigário Apostólico de Athabasca. Um lingüista talentoso, Grouard aprendeu várias línguas dos povos indígenas.

## Vida
Grouard nasceu em Brulon, na Bretanha, França em 1º de fevereiro de 1840, filho de André e Anne Ménard Grouard; seu pai era um gendarme. Vital-Justin Grandin O.M.I. era seu primo.
Ele começou o treinamento do seminário em Le Mans, antes de emigrar em 1860 para o Canadá, onde completou seus estudos teológicos no Séminaire de Québec. Em maio de 1862, foi ordenado por Alexandre-Antonin Taché, Bispo da Diocese de São Bonifácio de Manitoba.

### Primeira jornada norte
Em junho de 1862, o recém-ordenado Padre Grouard, então com 22 anos, estava em Fort Garry com o Padre Émile Petitot, ambos tendo viajado de Montreal com o Bispo Taché, e os Oblatos Constantine Scollen e John Duffy. Os dois então viajaram para o norte com a Brigada Portage La Loche. Ele descreveu sua experiência em seu livro " Souvenirs de mes soixante ans d'apostolat dans l'Athabaska-Mackenzie " (Memórias de meus sessenta anos de ministério em Athabaska-Mackenzie) 
 " Monsenhor Taché tinha feito arranjos para nossa passagem, Padre Petitot e eu, com a Companhia da Baía de Hudson sobre os barcos que saem daquela tarde de Pentecostes para Portage La Loche. Na manhã deste grande dia de festa, recebemos o hábito religioso do Monsenhor e comecei o noviciado que passaria no Lago Athabasca sob a direção do Padre Clut. Durante a viagem, meu superior seria o Padre Petitot. A regra seria seguida livremente. Na tarde do Pentecostes, uma brigada de oito barcos de York deixaria Fort Garry e um teria o padre Petitot e eu como passageiros. Cada um de nós tinha sua maleta de viagem, e Monsenhor Taché havia fornecido para a viagem: grossas mantas de lã embrulhadas em oleado, uma tenda, um fogão, uma chaleira, pratos e panelas de ferro, facas e garfos, um saco de carne-seca, um grande saco de pemmican, um barril de biscoitos, um pouco de presunto, chá, açúcar. Deveríamos viver disso por dois meses. Monsenhor também providenciou um Métis para cozinhar e nos ajudar a montar nossa barraca todas as noites e a desmontá-la todas as manhãs. Ele sugeriu que sejamos rápidos em obedecer ao sinal do guia: "Lève   ! Lève! " pela manhã e para não demorar para entrar no barco. Ele nos conduziu até a beira do rio, nos deu sua bênção, nos abraçou ternamente como um pai faria e nos acomodamos no barco. ”(Tradução)  
 Grouard começou seu noviciado com os Missionários Oblatos de Maria Imaculada em São Bonifácio, e fez sua profissão perpétua no ano seguinte. Ele deixou crescer a barba para parecer mais velho. Grouard tinha talento para línguas e aprendeu cree, chipewyan e castor. Em 1863, ele pregou seu primeiro sermão em Chipewyan. Mais tarde, ele imprimiria a Bíblia na língua chipewyan.
Ele serviu como missionário em lugares como Fort Chipewyan, Fort Providence, Lac La Biche e Dunvegan. Em 1870, durante uma estada em Fort Simpson, ele decorou a pequena capela e fez uma pintura a óleo da Crucificação. Ele voltou à França para tratamento médico e, enquanto lá, teve aulas de desenho e pintura com os Irmãos Cristãos em Paris. Ao retornar, ele decorou uma capela lateral na igreja de Santo Alberto e um retábulo de Notre Dame des Victoires em Lac Ia Biche.
Ele publicou vários livros nas línguas Cree, Chipewyan e Beaver com uma impressora Stanhope que adquiriu em uma viagem à França em 1874. Em 1877, ele e o Bispo Faraud imprimiram em tipo silábico o primeiro livro publicado em Alberta.

### Bispo
Foi nomeado vigário apostólico de Athabasca-Mackenzie e bispo titular de Ibora em 1890 e em 1891 foi ordenado bispo da nova diocese de Athabasca.
Para melhorar o abastecimento de mantimentos, mandou construir barcos a vapor para transitar pelos rios Peace, Mackenzie, Slave e Athabasca. Os barcos foram construídos e operados pelos irmãos Oblatos. A missão em Dunvegan dirigiu o primeiro sternwheeler, o St. Charles, em 1902. Construído para o bispo Grouard, seu objetivo principal era ajudá-lo em seu trabalho missionário. Ela também transportava mercadorias para a Polícia Montada do Noroeste e o HBC.
Durante as negociações do Tratado 8 em 1899, ele aconselhou as Primeiras Nações do Lago Lesser Slave.
Em 1924, o governo francês o nomeou chevalier da Legião de Honra. Ele morreu em Grouard, Alberta, em 7 de março de 1931.